# Beau temps, mauvais temps
Beau temps, mauvais temps est une série télévisée québécoise en 96 épisodes de 25 minutes en noir et blanc écrite par Lise Lavallée et réalisée par Paul Blouin, diffusée entre le 11 novembre 1955 et le 21 juin 1958 à la Télévision de Radio-Canada.

## Synopsis
L'action se déroule dans la petite ville de Villeneuve où vivent des jeunes provenant de familles ouvrières et de la classe moyenne.

## Fiche technique
- Scénariste : Lise Lavallée
- Réalisation : Paul Blouin, Jean-Louis Béland (remplacement) et René Boissay (remplacement)
- Société de production : Société Radio-Canada

## Distribution
- Hubert Loiselle : Jean Pigeon
- Marc Gélinas : Roger Pigeon
- Lucille Gauthier : Madeleine Pigeon
- René Caron : Marcel Pigeon
- Marc Forrez : M. Pigeon
- Fernande Larivière : Mme Pigeon
- George Alexander : Jerry Racicot
- Hélène Bienvenue : Isabelle Grégoire
- Jacques Bilodeau : Larry Duval
- Andrée Boucher : Diane Langlois
- Pierre Boucher : Rodrigue
- Élisabeth Briand : Dédée Champagne
- Monique Champagne : Françoise Champagne
- Élizabeth Chouvalidzé : Colombe Delvas
- Gilbert Comtois : Gilles Duquette
- Lucille Cousineau : Sœur Marie-Joseph
- Pierre Dagenais : Léopold Mackay
- Jean Fontaine : Antoine Langlois
- Marie Fresnières : Rita Sansoucy
- Bertrand Gagnon : M. Grégoire
- Jacques Galipeau : Révérend Père Bruno
- Benoît Girard : Denis Favreau
- Roger Gravel : pianiste
- Jocelyn Joly : Patrice Gourdeau
- Michelle Juneau : Margot L'Espérance
- Alexis Kanner : Alex
- Suzanne Langlois : religieuse
- Lise Lasalle : Guylaine
- Armand Leguet : M. Labrie
- Thérèse McKinnon : Sœur St-Jean-Chrysostome
- Jacques Marineau : Richard
- Louise Marleau : Lucie Grégoire
- Jean-Pierre Masson : M. L'Espérance
- Francine Montpetit : Mme Olivier
- Marthe Nadeau : Mme Delvas
- André Pagé : Yves L'Espérance
- Lucille Papineau : Céline Blair
- Jani Pascal : Edith Lasnier
- Gérard Poirier : Alain Olivier
- Denise Provost : Sœur Sainte-Scholastique
- Lucie Ranger : Lulu Bédard
- Louise Rémy : Dolores Langevin
- Madeleine Sicotte : Yvonne L'Espérance
- Olivette Thibault : Mme Grégoire
- Luce Triganne : Sœur Marie-Christine
- Robert Boulanger
- Pierre Daigneault
- Roger Garand
- Carmen Judd
- Aimé Major
- Denise Morelle